# 견당사

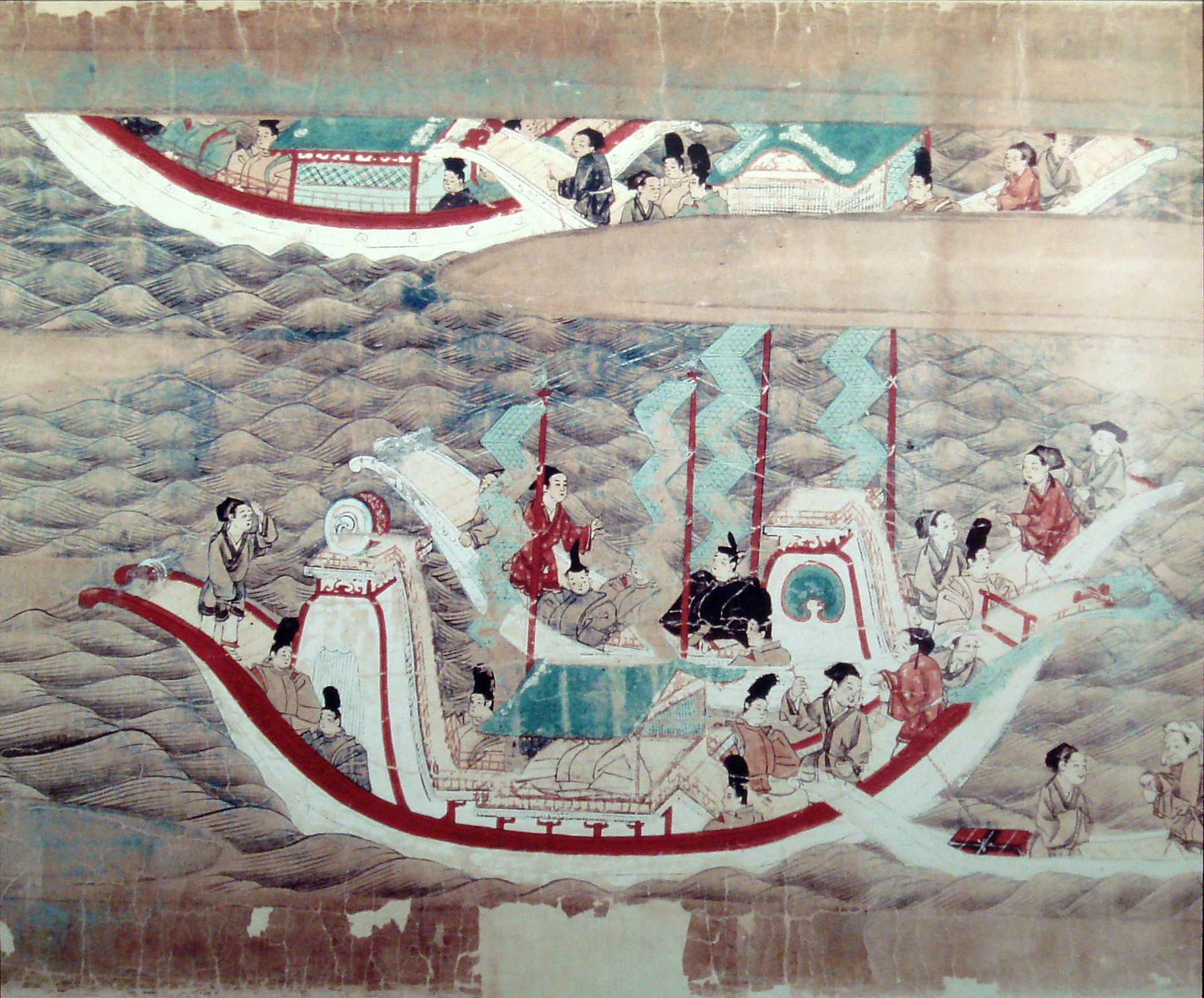

견당사(일본어: 遣唐使 겐토시[*])는 일본 야마토 정권과 나라 시대(710년~794년)와 헤이안 시대(794년~1185년)에 일본 조정에서 당(唐, 618년~907년)에 보낸 사절이다. 《당서》에는 왜국이 당에 파견한 조공 사절로 되어 있다.
일본에서 견당사를 파견하기 이전에도 쇼토쿠 태자는 수(隋)에 견수사(일본어: 遣隋使)와 유학승(留學僧)을 보냈다. 618년 중국에서는 수가 멸망하고 새로 당이 개창하였는데, 그때까지는 왜에서 중국으로 파견하던 사신을 견수사라 불렀었다. 당이 개창한 이후에도 사신 파견 전통은 이어져, 견수사를 견당사로 개칭하고 당에 사신을 계속 파견하였다. 이후 간표 6년(894년), 스가와라노 미치자네(菅原道眞) 건의에 따라 폐지했다. 한편 중국측에 파견했던 견당사 묘가 발견되기도 했다.

## 견당사의 목적
해외 세력이나 중국의 선진 기술과 불교 경전 등의 수집이 견당사의 주요 목적이었다. 《구당서(舊唐書)》에는 일본의 사절이 중국 황제로부터 하사받은 수많은 보물을 모두 시정에서 내다팔아 돈으로 바꾸어서 대신 많은 서적을 사가지고 귀국했다는 기록도 있다.
최초의 견당사(제1차)는 조메이 천황(舒明天皇) 2년(630년)에 파견된 이누카미노 미타스키(일본어: 犬上御田鍬)였는데, 그가 파견된 해는 당에서 태종(太宗)이 즉위한 지 5년 째 되는 해였다.
당시 조공은 본래 1년에 한 번씩 행하는 것이 원칙이었지만, 당은 왜국이 멀리 있는 나라임을 감안해 굳이 해마다 조공을 받을 필요가 없다는 조치를 내리고 있었다. 태종 정관(貞観) 5년에 온 견당사에게 태종은 그 길이 먼 것을 가엾게 여기고 해당 관청에 칙을 내려 해마다 바치는 조공을 받지 말 것을 명하고 있었다(《구당서》왜국일본전 및 《신당서》일본전).
한편으로 일본은 이전에 보내던 견수사에서 흔히 「천자(天子)의 국서(國書)」라 불리는, "해 뜨는 동쪽의 천자(왜국 왕)가 해 지는 서쪽의 천자(수 양제)에게 글을 보낸다"라는 문구가 담긴 국서를 보내어 양제를 분노케 했다. 견당사가 파견될 무렵 천황(天皇)이라는 칭호를 사용하기 시작한 것에 대해 중국과의 대등한 외교 자세를 보인 것으로 해석하기도 하지만, 당측 기록에서 일본을 자국과 대등한 국가로 취급한 기술은 어디에도 보이지 않는다. 일본 덴표쇼호(天平勝宝) 5년(753년)에 당으로 파견된 사신이 참석한 당 조정의 신년 하례에서 일본 사신이 신라 사신보다 석차가 낮게 매겨지는 사건이 발생하는데, 왜의 전신인 노국왕(奴國王)이나 야마타이국(邪馬臺國)의 여왕 히미코(卑弥呼), 왜5왕(倭の五王)이 중국 왕조에 신하를 칭하며 책봉을 받은 것에 비하면 견당사의 시대에 일본의 천황이 당 왕조로부터 책봉을 받은 기사는 존재하지 않는다.
그 뒤 당의 승려 유탁(維躅)의 글에 보이는 「20년에 한 번(二十年一来)」조공은 8세기경에 이르러 규정화되어, 십수년에서 이십수년의 단위로 견당사의 파견이 이루어졌다.
이들은 당시의 선진국이었던 당의 문화와 제도, 그리고 불교를 일본으로 전파하는데 크게 공헌하였다.

## 횟수
횟수에 대해서는 중지된 것이나 송당객사(送唐客使) 즉 당의 사신을 송환하기 위한 임시 사신의 수에 따라 여러 설이 있다.
12회설 : 후지이에 레이노스케(藤家禮之助)
20회설 : 도노 하루유키(東野治之), 왕용(王勇)
그밖에 14회, 15회, 16회, 18회설도 있다.
630년에서 894년에 이르는 200여 년 동안 총 19차례의 견당사가 파견되었다. 그 중에 두 차례는 실패했고, 한 번은 전(前) 견당사들의 귀국을 영접하기 위해 이뤄진 파견이었으며, 또 당나라 사절들의 귀국을 호송하기 위한 파견도 세 차례 있었으니, 실제로 일본이 정식으로 당나라에 견당사를 보낸 횟수는 13번이라 해야 할 것이다.

## 역사
일본, 즉 왜국이 처음 견당사를 파견한 것은 조메이 천황 2년(630년)이었는데, 스이코 천황(推古天皇)26년(618년)에 수가 멸망하고 당이 천하를 평정하였다는 정보를 왜국도 빠르게 접했을 가능성이 있지만, 당시 쇼토쿠 태자(聖徳太子)나 소가노 우마코(蘇我馬子), 스이코 천황과 왜국의 국정 지휘자의 잇따른 죽음으로 사신 파견이 늦춰졌을 가능성도 있다. 반면 한반도에서는 고구려(高句麗)가 당의 성립 이듬해에, 신라(新羅)와 백제(百濟)는 그 2년 뒤에 당에 사신을 파견하고 있다.
왜국의 제1차 견당사는 결과적으로는 실패한 견당사였다. 당은 귀국하는 견당사에게 고표인(高表仁)을 붙여주어 따르게 했지만, 고표인은 왜국에서 예(禮)를 다투다가 황제의 말도 전하지 않은 채 귀국해버렸다(고표인이 다툰 상대에 대해서는 《구당서》에는 왜의 왕자로 기재되어 있고 《신당서》에는 왜왕으로 기재되어 있다). 《일본서기》에는 이런 기술이 없고 그저 고표인이 나니와(難波)에 도착한 뒤, 귀국할 때까지의 기사가 누락된 채 고표인과 조메이 천황의 회견 기사만 기재되어 있어, 무엇인가 이상사태가 발생했던 것을 암시하고 있다. 상세한 것이 불명확하기는 하지만 당이 일본을 주변의 번국들과 같이 대우하려 한 것에 일본이 이를 거부한 것이 아니냐는 주장이 제기되고 있다. 그 뒤, 일본에서는 당으로의 사신을 한동안 보내지 않았고, 당도 돌궐(突厥)이나 고창(高昌)과의 전투로 인해 한동안 외교에 신경쓸 겨를이 없었다.
다이카 개신(646년) 뒤에는 국제 관계의 긴장으로 주로 정치, 경제적 목적으로만 행해졌다. 하쿠치(白雉) 4년(653년)부터 덴지 천황(天智天皇) 8년(669년)까지 여섯 차례의 견당사가 차례대로 파견되었는데, 한반도에서의 정세와도 관련된 것이었다. 지리적으로 당과 멀리 떨어져 있었던 일본은 국제 정세 인식이 다소 어두웠고, 특히 사이메이 천황(齊明天皇) 5년(659년)의 제4차 견당사는 이듬해 있을 백제 공격의 정보가 누설될 것을 우려한 당에 의해 억류된 채 2년 뒤에야 귀국할 수 있었고, 그 사이에 왜국에서는 백제 부흥군을 지원하기 위한 대규모 원병을 파병했다가 당의 수군에게 처참하게 패하고 말았다(백강구 전투). 그 뒤의 사신 파견은 두 나라의 관계 개선과 당이 왜국을 정벌하려는 계획을 사전에 막기 위한 목적에서 이루어졌다고 여겨진다. 나아가 당과 신라의 대립이 깊어지고, 왜국에서도 임신의 난이라는 국가 위기와 그 뒤의 율령체제 확립 문제로 사신 파견은 다시 중지되었다.
견당사의 역사에서 가장 중요한 시기가 된 것은 다이호(大宝) 2년(702년)이었다. 7세기 말까지 약 30년간 견당사 파견이 중단되기도 하였으나 이때에 다시 문화적인 목적으로 견당사를 파견한 것이다. 이때 일본측 견당사의 파견 의도는 명확하지 않지만(한때 이시모다 쇼石母田正는「당시 일본측이 제정한 다이호율령大宝律令을 당측에 포고하기 위해서」라는 설을 주창했지만, 당 왕조가 주변 국가들의 율령 편찬을 인정하지 않았다는 설이 유력해지면서 이 설은 받아들여지지 않고 있다) 당시 측천무후(則天武后) 치세 말기로 당(당시에는 「주周」)과의 외교가 부진한 시기였으므로, 적극적인 환대를 받았다. 왜가 일본으로 국호를 바꾸었다는 것이 중국에 통보된 것도 이 시기로 추정되지만 그 기록이 남지 못한 것은 정치적 사정에서인지, 아니면 견당사가 당측을 납득시킬 만한 설명을 하지 못해서였는지, 후에 《구당서》에는 「일본전(日本傳)」과 「왜국전(倭國傳)」이라는 단어가 병립되어 기록되었다.
8세기 동아시아의 정세는 안정되어 문화 사절로서의 성격이 강해졌다. 이 시대 당은 일본의 견당사를 조공 사절로 인식하고 「20년에 한 번 조공」을 원칙으로 했지만, 일본측은 자국의 천황이 바뀔 때마다 그것을 구실로 삼아 짧은 기간에도 사신 파견을 행했다. 또한 호키(寶龜) 6년(775년)의 견당사는 당의 숙종(肅宗) 황제의 뜻에 따라 귀국했고 이때 견당사를 수행하는 형태로 당측에서도 사신이 파견되었다(그러나 당측의 대사였던 조보영趙寶英은 배가 나니와에 이르렀을 때 그만 익사하는데, 판관이 대신 고닌 천황光仁天皇과 회견하게 된다). 한편으로 정사(正史) 기록이나 현재 남아있는 율령 자료에서 보이듯 당 왕조로부터 중요한 서적이나 법령 등의 국외 반출이 금지되어, 견당사를 포함한 외국 사절들의 행동 자유는 제약되었다.
9세기 견당사를 둘러싼 정세는 크게 바뀌었는데, 우선 당에서 안사의 난 이후 상업 부문의 과세를 도입한 결과 국가의 통제하에서의 민간의 해외 도항 및 무역이 허용된 것이다(신라에 대해서도 마찬가지로, 9세기 전반의 장보고의 활동이 그 대표적인 사례이다). 또한 안사의 난 이후 당의 국내 불안은 외국 사절 대우에도 영향을 주어 엔랴쿠(延暦) 23년(804년)의 견당사 파견 때에는 당측에서 융숭한 대접을 받고 한편으로 귀국을 잠시 미루라는 권고를 받기도 했다(《일본후기日本後紀》엔랴쿠 24년 6월 을사조). 조와(承和) 5년(835년)에 파견된 견당사는 당측으로부터 우회적으로 속히 귀국할 것을 종용받았는데, 유학생에 대해서도 유학 기간의 제한을 통고하는 등(《입당구법순례행기》) 냉대를 받았다.
한편으로 일본측 사정도 견당사 이외의 해외 도항을 금지하는 「도해제(渡海制)」가 실시되고, 사신 파견시기의 간격이 늘어나면서 도해에 필요한 항해나 조선 기술의 저하를 초래했다. 나아가 잇따른 견당사들의 조난도 사신 파견의 의욕을 저하시켰다. 결과적으로 「마지막 견당사」가 된 조와 5년(835년)의 견당사는 두 번이나 출발에 실패했고 그 사이에 대사 후지와라노 쓰네쓰구(藤原常嗣)와 부사 오노노 다카무라(小野篁)가 대립하여 다카무라가 승선을 거부하다 유배되었으며, 귀국할 때에도 항로를 둘러싸고 쓰네쓰구와 판관장 사이에 대립이 벌어지는 등 여러 가지 문제가 한꺼번에 터져나왔다.
또한 유학생이나 청익생(請益生, 단기 유학생)을 둘러싼 환경이 악화되었다는 것도 한 문제로 떠올랐다. 당시 일본의 유학생은 다음 견당사(일본에서는 20년에서 30년 주기로 견당사를 파견했으므로)가 올 때까지 당에 체류했고 비용이 부족하면 당측에서 관비를 지원해주었지만, 조와 시대의 유학생이었던 엔사이(円載) 때에는 이러한 관비 지급이 5년간 제약된다. 이후 일본 조정에서의 지원을 받아 유학을 계속하게 되었지만(다만 엔사이의 유학 기간은 40년에 달했고 귀국하면서 풍랑을 만나 익사) 현지에서의 장기 생활에 따라 필요한 한어(중국어) 습득에 어려움을 겪는 자도 적지 않았다. 천태종(天台宗)을 일본에 전한 사이초(最澄)는 아예 한어를 할 줄도 몰라 제자인 기신(義眞)이 나서서 통역해주어야 했고, 다치바나노 하야나리(橘逸勢)는 유학 중단을 주청하는 문서에 당측의 관비 지원도 떨어져 다음 견당사가 오는 20년 뒤까지 머물러 있었을 뿐 아니라 한어도 할 줄 모르는 상태에서 현지 학교에는 들어가지도 못한 것이 지적되어(《성영집性霊集》권5「위귤학생여본국사계為橘学生与本国使啓」) 최종적으로 2년이 더 지나서야 귀국이 허락되었다.
당의 쇠퇴로 정치적 의의도 저하되고, 당이나 신라의 상선에 의한 문물 교류나 유학 환경도 악화되고, 일본 국내에서도 선박 제조 및 항해 기술이 저하되는 등의 변화로 견당사를 파견할 이유가 없어져, 결국 간표 6년(894년) 견당사는 장기간 연기의 형태로 보류되었는데 이것이 당의 멸망으로 이어지면서 실질상으로 폐지되기에 이르렀다.
다른 한편으로 이노우에 기요시(井上淸)는 귀족이 자신들의 문화에 자족하고 왕성한 모험과 탐구의 활력을 잃어버린 결과 견당사가 폐지되었다고 생각하고 있다. 견당사 폐지가 복잡한 이유에 의한 것임은 틀림없지만 폐지 그 자체가 당에 대한 노골적인 찬양이 재고의 시기에 접어들었던 9세기 일본의 모습을 여실히 나타내고 있다.

## 경로

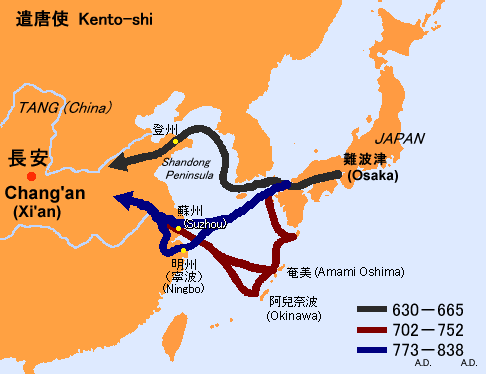
견당사가 이용한 항로

견당사선은 지금의 일본 오사카(大阪) 스미요시 구(住吉區)의 스미요시 다이샤(住吉大社)에서 바닷길의 안전을 기원하는 제를 올린 뒤, 바다의 신「스미요시 다이진(住吉大神)」을 뱃머리에서 다시 제사하고, 스미요시쓰(住吉津, 지금의 일본 오사카 시 스미요시 구)에서 출발하여, 스미요시구의 호소에(細江, 지금의 호소에 강. 통칭 호소이 강(細井川))에서 오사카 항으로 나아가, 나니와쓰(難波津, 오사카 시 주오구)를 거쳐, 세토 내해(瀬戸内海)를 지나 나노쓰(那の津, 후쿠오카현(福岡県)의 후쿠오카시(福岡市))에 이른다. 그 뒤로는 다음과 같은 루트를 거쳤을 것으로 추정된다.
1. 북로(北路)
  - 기타큐슈(北九州, 쓰시마를 지나는 경우도 있음)에서 한반도 서해안을 따라 북상하다가 요동반도 남해안에서 산둥반도(山東半島)의 등주(登州)를 지나는 루트.[10]
  - 630년부터 665년까지 이 항로를 사용했지만 한반도에서의 정세 변화[11] 때문에 이용하지 않게 된다.
2. 남로(南路)
  - 오도 열도(五島列島)에서 동중국해를 횡단하는 루트. 일본 근해의 대마난류를 가로질러 서쪽으로 양자강으로 직행한다.
  - 702년부터 838년까지의 항로였다.
3. 남도로(南島路)
  - 사쓰마(薩摩)의 보노쓰(坊津, 미나미사쓰마시)에서 출항하여 난세이 제도(南西諸島)를 지나 동중국해를 가로지르는 루트이다.
  - 스기야마 히로시(杉山宏)의 검토에 따르면 존재가 증명되지 않은 것으로 판명되었다. 기상조건으로도 남로에서 벗어난 경우에 택하는 부득이한 경우의 항로로 여겨진다.[12][13] 현재의 고베시의 항구는 당시, 오와다 정박지(大輪田泊)라는 이름으로 알려졌고 견당사를 파견하는 항구 중 하나였다.

한편 한반도에서는 663년의 백강구 전투를 거쳐 676년까지 이어진 나당전쟁의 승리으로 신라가 한반도에서 당군을 축출하고 한반도 남부를 통일하여, 당과의 관계는 단절되고 왜국도 북로로 견당사를 파견하지 못하게 되어 새로운 항로를 개척해야만 했다. 한편 665년의 견당사는 백강구 전투 이후 당에서 왜국에 보낸 사절이었지만, 당으로 귀국할 때는 송당객사(送唐客使)가 되었다.
839년의 견당사의 귀국길은 산동 반도 남해안에서 한반도 서해를 가로질러 한반도 남해안을 지나 기타큐슈에 이르는 루트가 사용되었다.
견당사선은 오늘날의 정크선과 비슷한 구조의 돛을 달고 있었는데, 파도를 견디는 데는 뛰어났지만 기상 조건의 변화에는 취약했다. 한 척당 1백 명 정도가 승선하여 모두 네 척이 견당사 선단을 구성하였다.
후기 견당사선의 대부분이 풍랑에 휩쓸려 조난당하기도 하는 등, 견당사의 항해는 목숨을 건 항해였다. 이러한 원인에 대해 사에키 아리유키(佐伯有清)는 견당사선의 대형화, 도노 하루유키는 견당사의 외교적 조건을 들고 있는데, 도노에 따르면 견당사성도 나름 고도의 항해기술을 갖고 있었지만, 조공사라는 성격상 기상조건이 특히 나쁜 6월부터 7월쯤에 일본을 출항하여(신년 조하 의식에 참석하려면 12월까지는 장안에 들어가야 하므로) 기상 조건이 나쁜 계절에 귀국할 수밖에 없었기에, 바다를 건너는 중의 수몰이나 조난이 빈발했다는 것이다.
나침반 등이 없었던 시대의 항해 기술에서 중국 대륙의 특정 항구에 도착한다는 것은 불가능했다. 당에 도착한 견당사는 우선 자신이 도착한 위치를 확인한 후 가까운 주현에 가서 현지 관헌의 사찰을 받아야 했다. 사찰에 따라 정규 사절임이 확인된 후 주현은 역전제를 통해 당의 수도 장안까지 견당사를 올려 보내는데, 안사의 난 이후로는 안전상의 문제로 장안에 입성할 수 있는 인원수에 제약을 두기도 했다. 장안에 도착한 뒤에는 "외택(外宅)"이라는 시설들이 숙소로 이용되었다(일본의 고료칸에 해당).
장안에 도착한 견당사는 황제와 만나게 되는데 크게 일본으로부터의 신물(국서가 있으면 함께)를 봉정하는 의식의 요소가 강한 '예견(禮見)'과 내적으로 회견 요소가 강한 '대면'이 열렸다. 전자는 통상 선정전(宣政殿)에서 열렸는데, 신물 수납과 견당사에 대한 황제의 치하가 이루어졌는데 황제가 몸이 좋지 않아 나오지 못하는 경우도 있었다. 후자는 황제의 일상 생활의 장이었던 내조(內朝)의 시설에서 행해졌으며, 황제로부터 일본의 국정에 관한 질문이나 당에서 일본에 대한 구체적인 지시 및 의향이 전달되고, 견당사는 유학생의 편의나 서적의 하사, 물품의 구입의 허가 등의 요청을 행했다고 여겨지며, 견당사 체류 중에 첫 조하, 초하루, 동지가 겹친 경우에는 관련 행사에 참석하도록 요구되었고, 그 후의 향연에서는 대사 이하에게 당의 관품이 내려졌다(《속일본기》 등에 의하면 대사에게는 정3품, 이하 직책에 따라 관품의 높낮이에 차이가 있었다) 또는 대견 자리에서 허가된 책의 하사와 물품 구입도 이루어졌는데, 실제로는 당측에 의해 공개 · 비공개적으로 해외 반출이 금지된 책(왕조의 정사나 법령 · 총서 등)이나 귀중품도 있었다. 원칙적으로 견당사를 포함한 외국 사절은 외택에 머물면서 현지 주민과의 자유로운 접촉이 금지되었지만, 실제로는 도착 단계에서 위치 확인을 위해 현지 주민과 접촉할 수밖에 없었고 원하는 문물을 얻기 위한 협상 등의 필요성에서 그 원칙이 깨지는 경우가 적지 않았다.
마지막으로 견당사는 귀국을 앞두고 황제에 대해 귀국 허가를 구하는 '사견(辞見)'을 행한다. 당측은 말기를 제외하고 견당사의 장기 체류를 바랬지만, 일본 측에서는 임무가 종료되고 나면 조속히 귀국하는 것(유학생 제외)이 원칙이었다. 견당사가 출항하는 도시에 갈 때는 당측에서 홍려시(鴻臚寺)의 관인을 송사로 붙여주어 출항 직전에 황제로부터 맡아두고 있던 당측의 국서가 견당사에게 전달되었으며, 매우 드물지만 당에서 일본으로의 사신 파견이 이루어지기도 했는데, 제1차 고표인이나 호키 연간의 조보영(다만 일본에 가는 도중에 익사하여 판관 손흥진이 대사 대행을 맡았다)이 이에 해당한다. 또한 안사의 난이 벌어진 덴표호지 연간에는 견당사 호위로 월주(越州) 포양부(浦陽府)의 압수수관(押水手官) 심유악(沈惟岳)이 동행하기도 했다(그는 본국 당에서의 전란으로 당에 못 돌아간 채 그대로 일본에 귀화).

## 파견
653년(하쿠치 4년)에 2차 견당사가 파견되었다. 717년(레이키 2년), 다지히노 아가타모리(多治比県守)가 인솔하는 제9차 견당사가 파견되었다. 아베노 나카마로, 기비노 마키비, 겐보(玄昉) 도 일행 중 하나이다. 750년(덴표쇼호 2년) 견당사가 열여섯 번째로 파견되었다. 804년, 승려 구카이는 사이초와 함께 견당사의 일원으로 당나라로 건너갔다가 806년에 귀국하였다.

## 영향
일본은 견당사를 통해 당의 선진 문화를 흡수하여 덴무(天武)·지토(持統)·몬무(文武)의 3대(673년~707년)에는 활력에 찬 것이 특징인 하쿠호(白鳳)문화를 일으켰다. 또한 덴표 시대(729년~748년)에 이르러서는 대륙적 문화를 꽃피웠다. 또한 수입된 서적과 기술은 이후 일본 문화 발전에 커다란 공헌을 하였다.

## 같이 보기
- 책봉체제
- 중화사상
- 견수사
- 견명사
- 견신라사

## 참고 문헌
1. ↑  〈견당사〉. 《글로벌 세계 대백과사전》. 도서출판 범한. 2004. 일본은 이미 쇼토쿠 태자(聖德太子) 때에 수(隋)에 견수사(遣隋使)를 보내고, 유학승(留學僧)을 파견하여 중국의 문물제도를 섭취하는 데 힘썼다.
2. ↑  양지에 (2007). 《세계 역사의 미스터리 상 : 문화편 정치편 전쟁 편》. 문소라 역. 북공간. 112쪽. ISBN 978899015053. 당 태종 이세민이 즉위한 지 5년째 되는 해에는 이누가미노 미타스키(犬上御田鍬)를 필두로 한 일본 최초의 견당사들이 장안에 도착했다.
3. ↑  양지에 (2007). 《세계 역사의 미스터리 상 : 문화편 정치편 전쟁 편》. 문소라 역. 북공간. 112쪽. ISBN 978899015053. 그 후에도 일본은 630년에서 894년에 이르는 200여년 동안 총 19차례나 견당사를 파견했다.
4. ↑  양지에 (2007). 《세계 역사의 미스터리 상 : 문화편 정치편 전쟁 편》. 문소라 역. 북공간. 112쪽. ISBN 978899015053. 그 중에 두 차례는 실패했고, 한 번은 전(前) 견당사들의 귀국을 영접하기 위해 이뤄진 파견이었으며, 또 당나라 사절들의 귀국을 호송하기 위한 파견도 세 차례 있었으니, 실제로 일본이 정식으로 당나라에 견당사를 보낸 횟수는 13번이라 해야 할 것이다.
5. ↑  〈견당사〉. 《글로벌 세계 대백과사전》. 도서출판 범한. 2004. 이러한 사자의 파견은 618년 수가 망하고 신흥의 당제국(唐帝國)이 성립된 후에도 계속되었는데, 이 견당사의 파견은 다이카(大化) 개신 뒤에는 국제관계의 긴장으로 인해 주로 정치·경제상의 목적으로만 행하여졌다.
6. ↑  〈견당사〉. 《글로벌 세계 대백과사전》. 도서출판 범한. 2004. 그러나 그 후 7세기 말엽까지의 약 30년간 율령제(律令制) 국가건설의 중요시기에는 견당사의 파견이 중단되었었으나, 702년에 다시 문화목적을 주로 한 견당사의 파견이 재개되어,
7. ↑  오오누키 에미코 (2004). 《사쿠라가 지다 젊음도 지다(ねじ曲げられた?―美意識と軍國主義)》. 이향철 역. 모멘토. 129쪽. ISBN 8991136036. 일반적으로 바다를 건널 때 많은 사람의 희생이 따른다는 것과 당 말의 내정불안이 874년 견당사 폐지의 이유로서 거론되고 있다.
8. ↑  오오누키 에미코 (2004). 《사쿠라가 지다 젊음도 지다(ねじ曲げられた?―美意識と軍國主義)》. 이향철 역. 모멘토. 129쪽. ISBN 8991136036. 다른 한편으로 이노우에 키요시(井上淸)30)는 귀족이 자신들의 문화에 자족하고 왕성한 모험과 탐구의 활력을 잃어버린 결과 견당사가 폐지되었다고 생각하고 있다.
9. ↑  오오누키 에미코 (2004). 《사쿠라가 지다 젊음도 지다(ねじ曲げられた?―美意識と軍國主義)》. 이향철 역. 모멘토. 129쪽. ISBN 8991136036. 견당사 폐지가 복잡한 이유에 의한 것임은 틀림없지만 폐지 그 자체가 당에 대한 노골적인 찬양이 재고의 시기에 접어들었던 9세기 일본의 모습을 여실히 나타내고 있다고 생각한다.
10. ↑  〈견당사〉. 《글로벌 세계 대백과사전》. 도서출판 범한. 2004. 항로는 처음 한국의 서해안을 따라서 북상하여 산둥반도(山東半島)에 이르렀으나,
11. ↑  도노 하루유키 저 『遣唐使』p.64
12. ↑  東野治之『遣唐使』p.64,p.65
13. ↑  〈견당사〉. 《글로벌 세계 대백과사전》. 도서출판 범한. 2004. 7세기 후반부터는 동(東)중국해를 횡단하여 양쯔 강으로 이르는 남로(南路)가 개척되었고, 9세기에는 양쯔 강으로 직행하였다.
14. ↑  연민수 (1998). 《일본역사》. 보고사. 52쪽. ISBN 89-86142-81-3. 덴무(天武)·지토(持統)·몬무(文武)의 3대는 천황중심의 국가체제가 완성되는 시기로 궁정에서는 활기가 넘치고 있었다. 여기에 견당사, 견신라사 등의 파견에 의해 선진문화가 섭취되었기 때문에 활력에 찬 문화가 번성하였다18). 이 시대의 문화를 하쿠호(白鳳)문화라고 한다19). … 18) 견당사는 … 덴무(天武)·지토(持統)조에는 일시 중단되었지만 몬무(文武)조때에 아와타노 마히토(栗田真人)가 파견되었다.
15. ↑  〈견당사〉. 《글로벌 세계 대백과사전》. 도서출판 범한. 2004. 당시의 당은 인도, 페르시아, 아라비아를 포함하는 세계적 문화권의 중심이었는데, 일본은 이 성당문화(盛唐文化)를 섭취함으로써 비로소 덴표(天平)시대의 대륙적 문화가 개화할 수 있었다. 이 견당사에 의해 수입된 서적과 기술자가 습득한 여러 기술은 이후 일본문화의 발전에 커다란 공헌을 하였다.